# 玄米ブレード
『玄米ブレード』（げんまいブレード）は、雷句誠による日本の漫画作品。『週刊少年サンデー超増刊』（小学館）にて、1996年と1999年（前後編）の計3回が掲載された。同名の短編集が1巻出ている。
派生作品として、『少年サンデー特別増刊R』1998年2月10日号にて「玄米ブレード」が発表されている。

## あらすじ
日本刀を用いて病人の経穴の汚れを斬り、経絡の流れを良くして病気を治療する日本の伝統医術「仙医十二経剣」。主人公・五輪玄米はこの医術を用いて、この世の病と戦う。

## 登場人物
五輪玄米（いつわ げんまい）
主人公。県立又八郎中学校1年生、13歳。五輪流仙医十二経剣18代伝承者。日本刀を振るい、病を斬る医術を学んでいる。しかしながら、腕前は未熟であり、余計なものまで斬ってしまうことがある。厳しい母親（と父親）にしごかれている。バードマンのマーク入りシャツを持っている。
余談だが、1996年時と1999年時（前後編）の彼は雰囲気が異なる。
周平（しゅうへい）
玄米の友人。13歳。玄米の過去や医術のことを知っている。
雪水咲美（ゆきみず わらび）
玄米の幼馴染の女の子。13歳。玄米とは家が隣同士で、お金持ちのお嬢様。幼少時から玄米の手助け（フェロー）をしていた。交通事故により喉を痛めてしまい、治療の為にドイツに長期療養に行くこととなる。玄米の医術を知らないため、治療と称して斬りかかる玄米に怒るが、最後には玄米を信じ、身を託した。その後は平凡な生活を送っている様子。
五輪静恵（いつわ しずえ）
玄米の母親。玄米に厳しいシゴキを課す。
玄米の父
玄米同様、仙医十二経剣の使い手で、師範と呼ばれている。WHOで働いている。妻と同じく玄米をいたぶって育てていた模様。
雪村（ゆきむら）
玄米と共に日本国外へ病の治療に赴く医師。
アルベール・シモンズ
アメリカ合衆国出身の研修医。13歳。天才少年で、飛び級であっという間に医師免許まで取ってしまったほどの有能。玄米と共に日本国外へ病の治療に赴く任務を負うこととなる。玄米の医術を疑問視してまったく信用していなかったが、任務先で死に至る恐ろしい難病に直面し、恐怖に陥るが、その難病を治してしまう玄米の腕前を見て考えを改める。最後には、玄米の中学校へ編入してくる。

## 用語
仙医十二経剣（せんいじゅうにけいけん）
五輪家に伝わる医療術。東洋医学に基づく理論から人体に流れる経絡（概念的な隙間）を「刀で斬る」ことで体内の澱み等を払い治癒・回復力を高めて病を治す。使用する道具が日本刀と言うこともあってまず「信用」してもらわなければ正確な治療が出来ない。「頭に上った血を下げる」などはそう難しくはないが、腕が未熟だと、衣服や髪の毛などの「余計な物」まで斬ってしまう。
通常の日本刀以外にも使用用途に応じた刀があり、「五番・論薬の直刀」は人から人へ「免疫を移す」ことが出来る。